# Castilleja del Campo
Castilleja del Campo és una localitat de la província de Sevilla, Andalusia, Espanya. L'any 2005 tenia 638 habitants. La seva extensió superficial és de 16 km² i té una densitat de 39,9 hab/km². Les seves coordenades geogràfiques són 37° 23′ N, 6° 20′ O. Està situada a una altitud de 121 metres i a 33 kilòmetres de la capital de la província, Sevilla.

## Demografia
| 1996 | 1998 | 1999 | 2000 | 2001 | 2002 | 2003 | 2004 | 2005 | 2006 |
| ---- | ---- | ---- | ---- | ---- | ---- | ---- | ---- | ---- | ---- |
| 653  | 625  | 622  | 617  | 618  | 614  | 616  | 629  | 638  | 651  |